# Arbonne-la-Forêt
Arbonne-la-Forêt település Franciaországban, Seine-et-Marne megyében. Lakosainak száma 1007 fő (2022. január 1.). Arbonne-la-Forêt Fontainebleau, Noisy-sur-École, Saint-Martin-en-Bière, Milly-la-Forêt és Fleury-en-Bière községekkel határos.

## Népesség
A település népességének változása:
| Lakosok száma | 1040 | 1027 | 1034 | 995  | 982  | 979  | 978  | 992  | 1007 |
|               | 2013 | 2015 | 2016 | 2017 | 2018 | 2019 | 2020 | 2021 | 2022 |